# Waldemar Esteves da Cunha

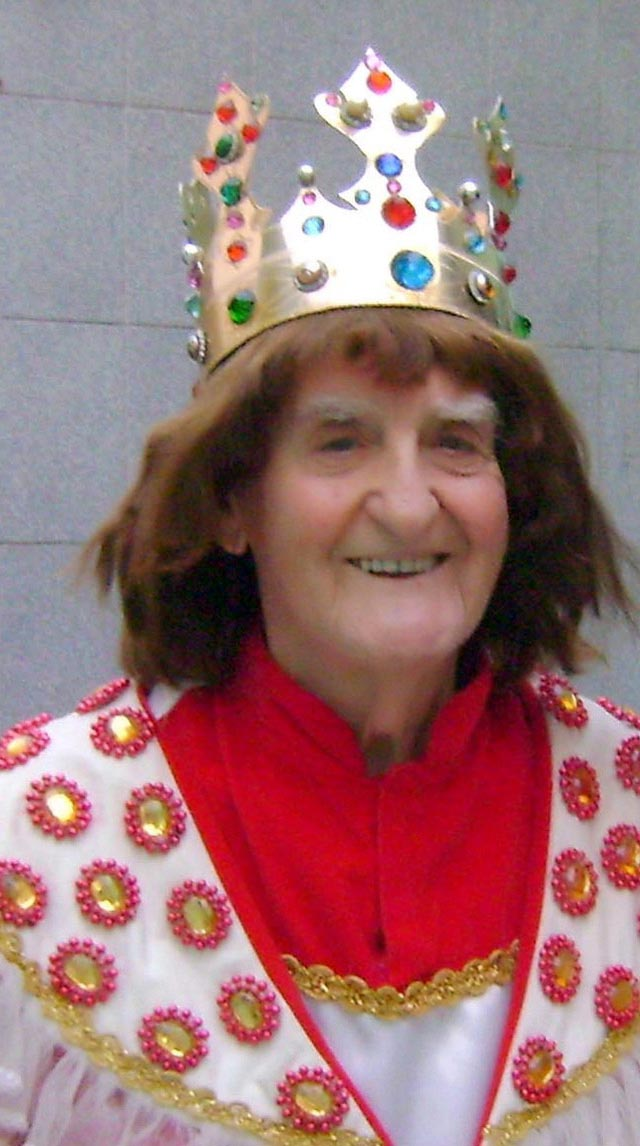
Rei Momo Waldemar em 2008

Waldemar Esteves da Cunha (Santos, 9 de agosto de 1920 — Santos, 8 de abril de 2013) foi o Rei Momo mais velho de todo o Brasil até falecer;
.
…Atualmente, é tudo muito esquematizado; tem hora para tudo, corre mais dinheiro. Eu não ganhei um tostão com o Carnaval; o que é maravilhoso, é ser bem recebido em todos os lugares, sentir-se como um verdadeiro monarca da folia. — Rei Momo Waldemar

## Biografia
Waldemar Esteves da Cunha nasceu em Santos, porto comercial do Brasil, em 1920 e por muito tempo foi comerciante de artigos dentários, tocando com os irmãos a firma fundada pelo pai na década de 1940.
A partir de 1950 sua vida mudou radicalmente, pois foi nomeado Rei Momo de Santos, depois da Maratona de Dona Doroteia, à beira do mar Santista.
Ele foi Momo de Santos atè 1990, e foi considerado o Rei Momo mais antigo do país até 2013, ano de sua morte. De 1950 a 1956, reinou tranquilamente. No Carnaval de 1957, sofreu um golpe e foi deposto, sendo coroado um Rei Momo Eduardo, oriundo do Rio de Janeiro.

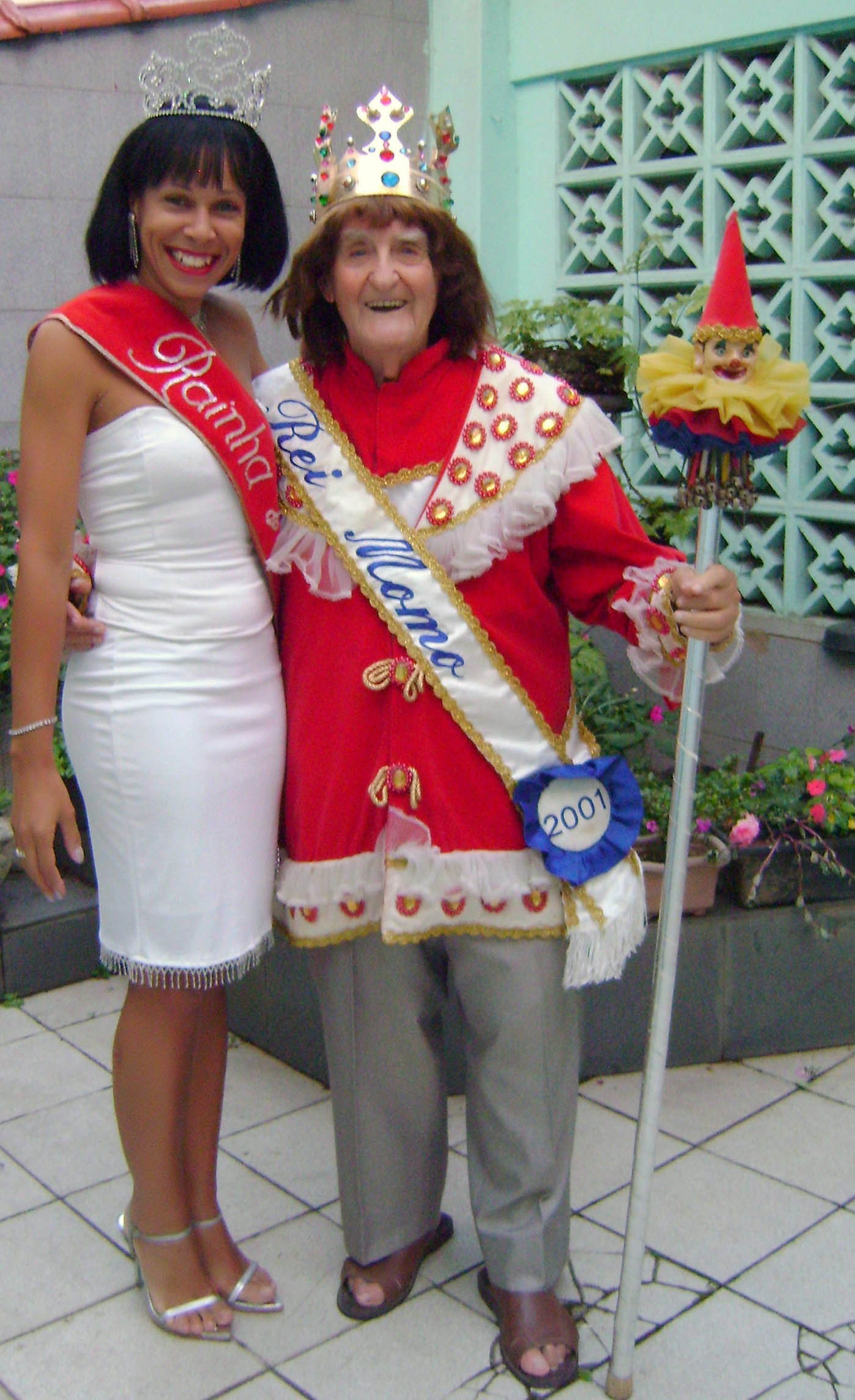
A Rainha Andréa (Carnaval 1989) visita Rei Momo Waldemar na casa dele, dezembro de 2008

Depois de 1957, ele manteve a pasta até 1990.
Viveu em Santos com a esposa, 4 filhos e 6 netos e 1 bisneta.

### O novo Milênio
Entre 1997 e 2000 o Carnaval Santista teve alguns problemas de segurança. A Prefeitura quis que as Escolas se uniformassem aos grandes Carnavais Nacionais (Rio e São Paulo) e que os desfiles fossem na Orla da Praia, mas isso foi tudo bloqueado.
Rei Momo Waldemar, no Carnaval de 2001, com 81 anos, voltou à avenida para procurar botar a paz e a alegria.
Tudo isso não aconteceu, e os desfiles foram bloqueados até 2005. É daquele ano que Santos tem um novo Sambódromo, na Zona Noroeste da Cidade, local bem maior que a área da Orla da Praia.
Rei Momo Waldemar faleceu na sua cidade natal em 8 de abril de 2013;

## Post mortem
Em 2018, depois de 5 anos da sua morte, o Memorial do Carnaval e a Secretaria Municipal de Cultura (Secult) organizaram a exposição Homenagem ao Eterno Rei Momo do Carnaval Santista. ; 